# (2313) Aruna
(2313) Aruna es un asteroide perteneciente al cinturón de asteroides, descubierto el 15 de octubre de 1976por Henry Lee Giclas desde la Estación Anderson Mesa (condado de Coconino, cerca de Flagstaff, Arizona, Estados Unidos)

## Designación y nombre
Designado provisionalmente como 1976 TA. Fue nombrado Aruna en homenaje a Aruná, dios de la mitología hinduista.